# Frais de notaire réduits
Pour les articles homonymes, voir FNR.
Dans l'immobilier en France, les frais de notaire réduits sont des frais de notaire qui s'appliquent dans le cas d'une transaction immobilière dans laquelle le bien concerné est neuf. Il s'agit d'un bien immobilier qui n'a donc jamais été habité auparavant.
Depuis le 01 janvier 2013, ces frais réduits ne s'appliquent plus aux biens immobiliers dont la première revente intervient dans les 5 ans après leurs mises sur le marché. 
Cependant, même si c'est l'usage, ce terme defrais réduits est employé à tort puisque ce qui n'est pas payé par l'acheteur l'est de manière plus importante sous forme de TVA par le vendeur. Considérons donc que les frais de notaire réduits ne concernent que les acquéreurs.